# Boliwia na Letnich Igrzyskach Olimpijskich 1964
Boliwię na Letnich Igrzyskach Olimpijskich 1964 reprezentował jeden zawodnik.

## Kajakarstwo
- Fernando Inchauste
  - K1 1000 m – nie ukończył